# Voitures ex-DRG « Bastille »
Pour les articles homonymes, voir Bastille (homonymie).
On appelle voitures Bastille d'anciennes voitures de la Deutsche Reichsbahn (DRG) exploitées sur la ligne de Vincennes.
Après la Seconde Guerre mondiale, puis la rétrocession de voitures réquisitionnées par les forces alliées, la Société nationale des chemins de fer français (SNCF) récupère des voitures pour trains express à allée centrale (Eilzugwagen) construites pour la DRG entre 1930 et 1942. Le parc, de 51 voitures en 1948, atteint 113 unités en 1954. 

## Caractéristiques

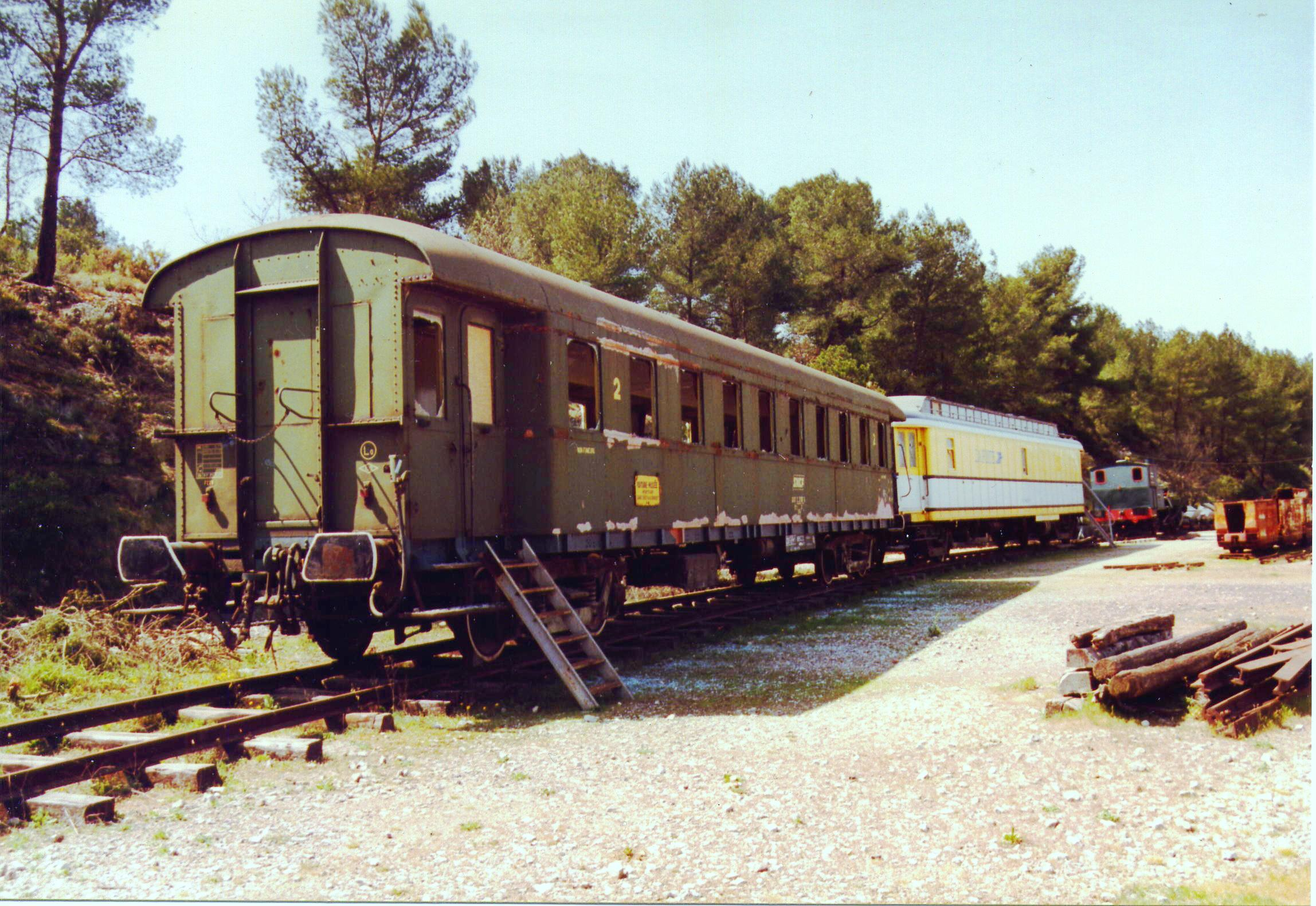
Voiture Bastille ex-DR au musée provençal des transports urbains et régionaux (MPTUR) situé à La Barque-Fuveau.

Les plateformes d'accès, servies par des portes à deux battants pour les voyageurs de troisième classe, sont situées en extrémité de caisse, ce qui donne aux voitures une allure « Grandes Lignes ».
Caractéristiques :
- Longueur : 20,90 m / 21,74 m
- Vitesse maximale : 120 km/h
- Bogies Görlitz

On dénombre selon les diagrammes :
- 4  A3B5t
- 1 	A3½B5t
- 2 	A3½B6t
- 6 	A3½B6½t
- 1 	A4B7t
- 3 	A5B4½t
- 4 	A6B5t
- 9 	B7½t
- 1 	B8½t
- 12 	B9t
- 2 	B9½t
- 37 	B10½t
- 22 	B11½t
- 7 	B6Dt
- 2 	B6½Dt

## Utilisation
Elles vont être exploitées pendant une vingtaine d'années sur la ligne de Vincennes, d'où leur nom d'usage de « voitures Bastille », d'après le nom de la gare de la Bastille, gare de départ de la ligne. Elles sont remplacées en 1965 par des voitures métalliques libérées de la banlieue Est. Elles y étaient mues par des 131 T Est 32001 à 32050 (futures : 1-131 TB 1 à 50) puis par des 141 T Est 4401 à 4512 (futures : 1-141 TB 401 à 512).
Après déclassement des voitures de 1re classe, elles assurent des services omnibus autour de Strasbourg puis, en 1968, sont affectées en région Méditerranée où elles assurent un service Express autour de Marseille, Montpellier et Nice. Elles finissent leur carrière entre Nîmes et Le Grau-du-Roi et du côté de Millau.
Quelques exemplaires sont conservés par des réseaux touristiques.

## Modélisme
Plusieurs fabricants de modèles réduits ferroviaires ont reproduit ce type de voiture : Roco et Fleischmann en échelle HO ou N, Trix à l'échelle HO et N, Märklin aux échelle HO et Z et Arnold à l'échelle N.
Le type Bastille ayant circulé dans toute l'Europe, les fabricants ont proposé ces voitures dans différents marquages. À l'échelle N, Roco l'a proposé en marquage DRG avec ou sans la croix gammée, en marquage DB de l'époque 3, en marquage DB de l'époque 4, en version verte ou bicolore (train Deutsche Weinstrasse), en version DR, de l'époque 4, en marquage autrichien des époques 3 et 4 (bicolore orange et crème), en marquage SNCF (époque 4) et en marquage du corps d'occupation américain en Allemagne. La firme Fleischmann les a proposées en marquage DB époques 3 et 4, en marquage ÖBB époque 4 et en marquage SNCF époque 3. Enfin, la firme Minitrix l'a fabriquée en marquage DR (époque 4) et en marquage DB (époques 3 et 4). Arnold l'a produite dans les années 1970-1980 avec marquage DB de l'époque 3.

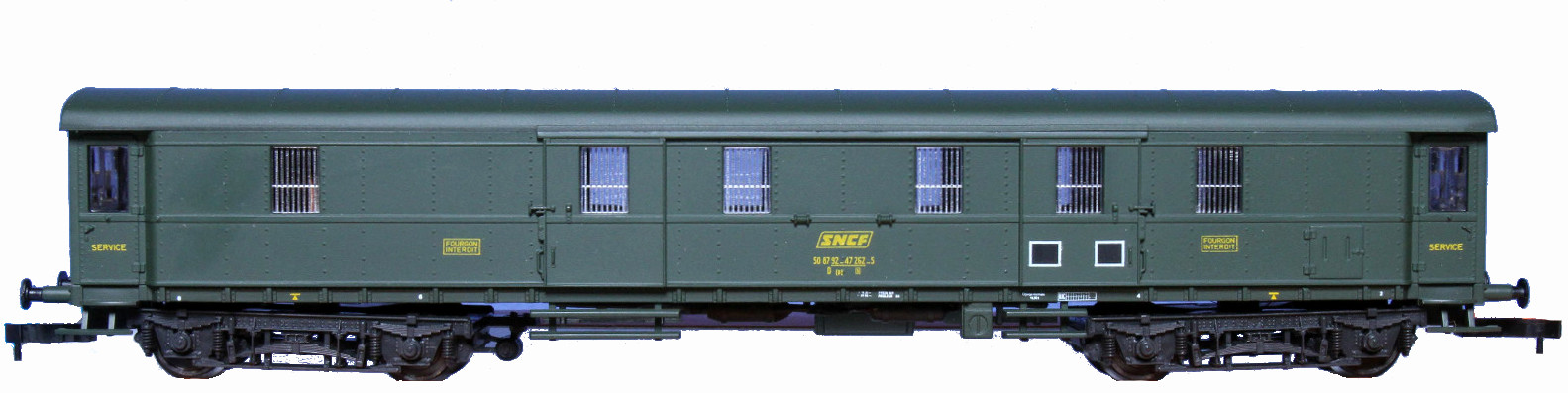
Modèle réduit Roco de fourgon Bastille.